# Mońki
Mońki ist eine Stadt in der Woiwodschaft Podlachien in Polen. Sie ist Sitz des Powiat Moniecki und der Stadt-und-Land-Gemeinde Mońki mit etwa 15.000 Einwohnern.

## Geographische Lage
Die Stadt liegt im Nordosten Polens etwa 40 Kilometer nordwestlich von Białystok entfernt.

## Gemeinde
Die Stadt-und-Land-Gemeinde umfasst neben der namensgebenden Stadt 41 Dörfer mit einem Schulzenamt.

## Persönlichkeiten
- Maria Janion (1926–2020), polnische Literaturwissenschaftlerin und Hochschullehrerin; geboren in Mońki
- Henryk Ciereszko (* 1955), polnischer Bischof; 1981–1983 Vikar in Mońki.